# Шандор Шимоньї-Шемадам
Шандор Шимоньї-Шемадам (угор. Simonyi-Semadam Sándor, 23 березня 1864, Чеснек, Австрійська імперія — 4 червня 1946, Будапешт, Угорщина) — угорський політик, державний і громадський діяч. Прем'єр-міністр Угорщини (15 березня 1920 — 19 липня 1920).

## Біографія
Вивчав право в університетах Будапешта, Угорщини та Німеччини, а також право і економіку в Сент-Луїсі (США). Отримавши диплом юриста і ступінь доктора права, відкрив адвокатську контору. Крім занять адвокатською діяльністю, регулярно публікував статті з питань політики, економіки і права.
Багато подорожував, відвідав ряд країн Європи, відвідав Африку, Північну Америку та Азію.
З 1901 року займався політикою. Член Християнсько-демократичної партії. У 1916 році був обраний до Палати представників парламенту. У роки Першої світової війни втратив сина Шандора Шимоньї-Шемадама молодшого. Один з лідерів Національної партії християнської єдності.
Після Революції айстр в 1918 році відійшов від активної політичної діяльності при уряді Каройї.
Під час Угорської Радянської Республіки, в 1919 році був заарештований за контрреволюційну діяльність і тільки завдяки щасливому випадку вийшов на свободу.
1 березня 1920 року, після падіння радянської республіки, до влади прийшов адмірал Горті, що став регентом Угорського королівства. У березні того ж року Горті призначив Шимоньї-Шемадама в. о. прем'єр-міністра Угорщини, офіційно він приніс присягу 15 березня 1920 р
Шимоньї-Шемадам 4 червня 1920 року як прем'єр-міністр брав участь у підписанні Тріанонського договіру, що завершив участь Угорщини в Першій світовій війні, за яким Угорщина втратила більшу частину своєї колишньої території і була змушена платити репарації. Одночасно був міністром закордонних і внутрішніх справ Угорщини.
У 1920 року Шимоньї-Шемадам був замінений на посту прем'єр-міністра Палом Телекі, який служив міністром закордонних справ у його уряді.
Після свого перебування на посаді прем'єр-міністра працював у фінансовому секторі Угорщини. Був членом правління різних банків.
В наступні роки був членом угорсько-японської компанії, відповідальним за культурний обмін між Японією і Угорщиною. Займався дослідженням східних мов.
У 1936 році був призначений таємним радником Міклоша Горті.
Його онук Карой Шимон, відомий письменник, фізик, а правнук — Чарльз, американський космічний турист, глава компанії Intentional Software Corporation. Учасник двох космічних польотів на російських кораблях Союз ТМА до Міжнародної космічної станції.
Помер 4 липня 1946 року в Будапешті у віці 82 років. Похований на кладовищі Фаркашреті.